# Erich Denecke
Erich Denecke (Dresden, 18 oktober 1885 - Darmstadt, 7 maart 1963) was een Duitse officier en Generalleutnant tijdens de Tweede Wereldoorlog.

## Leven
Op 1 april 1904 trad Denecke als Einjährig Freiwilliger (eenjarige vrijwilliger) in dienst van de Kaiserliche Marine. Enige tijd later wisselde hij van krijgsmachtsdeel, en ging in dienst van de Deutsches Heer.

### Eerste Wereldoorlog
Denecke diende in de Eerste Wereldoorlog. Hij diende in verschillende functies, waaronder in infanterie-eenheden, en als compagniescommandant en als stafofficier. Hij werd met de beide klassen van het IJzeren Kruis 1914 onderscheiden.

### Interbellum
In de Reichswehr en Wehrmacht diende hij in verschillende functies, vooral als stafofficier. Op 1 juni 1937 werd hij tot chef van de Heeresdienststelle 2  (Deutsch Krone) en op 10 november 1938 tot chef van de Heeresdienststelle 6  (Regensburg) benoemd. Aansluitend was Denecke de opvolger van de Generalmajor Ludwig Müller als Landwehr-Kommandeur Darmstadt, deze functie vervulde hij tot 26 augustus 1939.

### Tweede Wereldoorlog
Op 1 september 1939 werd hij tot commandant van het nieuw opgerichte 246. Infanterie-Division  (246e Infanteriedivisie) benoemd. Op 1 december 1939 werd Denecke tot Generalleutnant bevorderd. Hij werd als commandant van de 246e Infanteriedivisie op 13 december 1941 door de Generalleutnant Maximilian Siry weer afgelost. Hierna werd hij in de Führerreserve (OKH) geplaatst. Van 29 december 1941 tot 10 juli 1942 was hij commandant van Smolensk. Denecke nam ziekteverlof op, en werd weer in het Führerreserve geplaatst. Vanaf 28 september 1942 tot 23 januari 1945 voerde hij het commando over de 471. Division  (471e Divisie), een militaire eenheid in het Wehrkreis XI  (vrij vertaling: 11e militair district) in Hannover. Deze divisie werd later gewijzigd in Infanterie-Division Denecke. Aansluitend zat hij voor een korte tijd in het Führerreserve. Kort voor het einde van de oorlog werd Denecke als Korück (vrij vertaald: commandant van het in de achterhoede gelegen legergebied) van Panzergruppe 3 (3e Pantsergroep) benoemd, die onder het bevel van het 3. Panzerarmee  (3e Pantserleger) aan het Oostfront stond.
Denecke kwam na de onvoorwaardelijke capitulatie van nazi-Duitsland in Brits krijgsgevangenschap, en kwam in het krijgsgevangenkamp Island Farm terecht. In oktober 1947 werd hij daar weer uit vrijgelaten.

## Na de oorlog
Over het verdere verloop van zijn leven is niks bekend. Op 7 maart 1963 overleed hij in Darmstadt.

## Militaire carrière
- Generalleutnant: 1 december 1939[1][2][4][5]
- Charakter als Generalleutnant: 1 oktober 1939[1][2][5]
- Generalmajor: 1 oktober 1937[1][2][5]
- Oberst: 1 juni 1934[1][2]
- Oberstleutnant: 1 februari 1932[1][2]
- Major: 1 januari 1928[1][2]
- Rittmeister: 16 oktober 1914[2] (RDA van 22 maart 1915[1])
- Oberleutnant: 22 mei 1913[1][2]
- Leutnant: 20 april 1906[2] (Patent van 29 oktober 1914[1])
- Fähnrich: 23 juni 1905[1][2]
- Unteroffizier: 27 maart 1905[1][2]
- Einjährig Freiwilliger (Eenjarige vrijwilliger): 1 april 1904[1][2]

## Onderscheidingen
- IJzeren Kruis 1914, 1e Klasse[1][2] en 2e Klasse[1][2]
- Erekruis voor Frontstrijders in de Wereldoorlog[1][2]
- Dienstonderscheiding van Leger en Marine, 1e Klasse (25 dienstjaren)[2]
- IJzeren Halve Maan[1][2]
- Ereteken voor Verdienste in Oorlogstijd[1][2]
- Ridder der Eerste Klasse in de Albrechtsorde met Kroon en Zwaarden[1][2]
- Ridder in de Militaire Orde van Sint-Hendrik[6] op 28 augustus 1917[1][2][5]